# Сергеј Андронов
Сергеј Владимирович Андронов (рус. Сергей Владимирович Андронов — Пенза, 19. јул 1989) професионални је руски хокејаш на леду који игра на позицијама десног крила и центра. 
Члан је сениорске репрезентације Русије за коју је на међународној сцени дебитовао на светском првенству 2017. године. На истом првенству селекција Русије освојила је бронзану медаљу.
Професионалну сениорску каријеру започео је у дресу екипе Ладе из Тољатија у КХЛ лиги, одакле је након скоро 4 сезоне прешао у редове московског ЦСКА. Учествовао је на улазном драфту НХЛ лиге 2009. где га је као 78. пика у 3. рунди одабрала екипа Сент Луис блуза.